# Liste der Lieder von The Weeknd
Dies ist eine Liste der aufgenommenen und veröffentlichten Lieder des kanadischen Sängers The Weeknd. Die Reihenfolge der Titel ist alphabetisch sortiert. Sie gibt Auskunft über die Urheber und auf welchem Tonträger die Komposition erstmals zu finden ist.

## Eigenkompositionen

### #
| Titel                             | Autoren | Album    | Jahr |
| --------------------------------- | --- | -------- | ---- |
| 6 Inch (Beyoncé feat. The Weeknd) | Abel Tesfaye, Beyoncé, Danny Schofield, Ben Diehl, Terius Nash, Ahmad Balshe, Jordan Asher, David Portner, Noah Lennox, Brian Weitz, Burt Bacharach, Hal David | Lemonade | 2016 |

### A
| Titel                                           | Autoren | Album                     | Jahr |
| ----------------------------------------------- | --- | ------------------------- | ---- |
| Acquainted                                      | Abel Tesfaye, Jason Quenneville, Carlo Montagnese, Danny Schofield, Benjamin Diehl                                                                             | Beauty Behind the Madness | 2015 |
| Adaption                                        | Abel Tesfaye, Danny Schofield, Ahmad Balshe, Jason Quenneville, Sting                                                                                          | Kiss Land                 | 2013 |
| After Hours                                     | Abel Tesfaye, Jason Quenneville, Carlo Montagnese, Ahmad Balshe, Mario Winans                                                                                  | After Hours               | 2020 |
| A Lie (French Montana feat. The Weeknd & Max B) | Karim Kharbouch, Abel Tesfaye, Charly Wingate, Rory Quigley, Jason Quenneville, Danny Schofield, Matt Carillo, Fred Lowinger, Russ Mitkowski, Matthew Quenones | Jungle Rules              | 2017 |
| All I Know (feat. Future)                       | Abel Tesfaye, Benjamin Diehl, Nayvadius Wilburn, Ahmad Balshe, Magnus Høiberg                                                                                  | Starboy                   | 2016 |
| Alone Again                                     | Abel Tesfaye, Jason Quenneville, Carlo Montagnese, Adam Feeney                                                                                                 | After Hours               | 2020 |
| A Lonely Night                                  | Abel Tesfaye, Max Martin, Peter Svensson, Savan Kotecha, Ali Payami, Ahmad Balshe, Jason Quenneville                                                           | Starboy                   | 2016 |
| Angel                                           | Abel Tesfaye, Stephan Moccio, Benjamin Diehl, Danny Schofield                                                                                                  | Beauty Behind the Madness | 2015 |
| As You Are                                      | Abel Tesfaye, Ahmad Balshe, Jason Quenneville, Carlo Montagnese, Danny Schofield                                                                               | Beauty Behind the Madness | 2015 |
| A Tale by Quincy                                | Abel Tesfaye, Daniel Lopatin, Quincy Jones, Jeff Gitelman | Dawn FM                   | 2022 |
| Attention                                       | Abel Tesfaye, William Thomas Walsh, Benjamin Levin, Magnus Høiberg, Adam Feeney, Mustafa Ahmed                                                                 | Starboy                   | 2016 |

### B
| Titel                                           | Autoren | Album                  | Jahr |
| ----------------------------------------------- | --- | ---------------------- | ---- |
| Bedtime Stories (Rae Sremmurd feat. The Weeknd) | Aaquil Brown, Khalif Brown, Abel Tesfaye, Marquel Middlebrooks, Michael Williams                                        | SR3MM                  | 2018 |
| Belong to the World                             | Abel Tesfaye, Danny Schofield, Ahmad Balshe, Jason Quenneville                                                          | Kiss Land              | 2013 |
| Best Friends                                    | Abel Tesfaye, Jason Quenneville                                                                                         | Dawn FM                | 2022 |
| Better Believe (mit Belly & Young Thug)         | Abel Tesfaye, Ahmad Balshe, Danny Schofield, Faris Al-Majed, Jeffery Lamar Williams, Richard Munoz, Xavier Lamar Dotson | See You Next Wednesday | 2021 |
| Blinding Lights                                 | Abel Tesfaye, Ahmad Balshe, Jason Quenneville, Max Martin, Oscar Holter                                                 | After Hours            | 2019 |

### C
| Titel                                              | Autoren                                                                                 | Album                     | Jahr |
| -------------------------------------------------- | --------------------------------------------------------------------------------------- | ------------------------- | ---- |
| Call Out My Name                                   | Abel Tesfaye, Adam Feeney, Nicolas Jaar                                                 | My Dear Melancholy        | 2018 |
| Can't Feel My Face                                 | Abel Tesfaye, Ali Payami, Savan Kotecha, Max Martin, Peter Svensson                     | Beauty Behind the Madness | 2015 |
| Christmas Blues (Sabrina Claudio feat. The Weeknd) | Abel Tesfaye, Kaveh Rastegar, Mikhail Beltran, Nasri Atweh, Sabrina Claudio             | Christmas Blues           | 2020 |
| Come Thru (Trouble feat. The Weeknd)               | S. Gloade, Abel Tesfaye, Aubrey Potter, Mariel Orr, Michael L Williams II               | Edgewood                  | 2018 |
| Coming Down                                        | Abel Tesfaye, Martin McKinney, Carlo Montagnese                                         | House of Balloons         | 2011 |
| Comin Out Strong (Future feat. The Weeknd)         | Nayvadius Wilburn, Abel Tesfaye, Kevin Vincent, Noel Fisher, Henry Walter, Ahmad Balshe | Hndrxx                    | 2017 |
| Crew Love (Drake feat. The Weeknd)                 | Abel Tesfaye, Aubrey Graham, Carlo Montagnese, Martin McKinney                          | Take Care                 | 2012 |
| Curve (Gucci Mane feat. The Weeknd)                | Radric Davis, Abel Tesfaye, Navraj Goraya, Sugar-Ray Henry                              | Mr. Davis                 | 2017 |

### D
| Titel                                                                | Autoren | Album                                        | Jahr |
| -------------------------------------------------------------------- | --- | -------------------------------------------- | ---- |
| Dark Times (feat. Ed Sheeran)                                        | Abel Tesfaye, Jason Quenneville, Ed Sheeran                                                                            | Beauty Behind the Madness                    | 2015 |
| Dawn FM                                                              | Abel Tesfaye, Daniel Lopatin                                                                                           | Dawn FM                                      | 2022 |
| Devil May Cry                                                        | Abel Tesfaye, Jason Quenneville                                                                                        | The Hunger Games: Catching Fire (Soundtrack) | 2013 |
| Die for It (Belly & The Weeknd feat. Nas)                            | Ahmad Balshe, Abel Tesfaye, Nasir Jones, Sonia Ben Ammar, Sami Hamed, Jason Quenneville, Richard Muñoz, Faris Al-Majed | See You Next Wednesday                       | 2021 |
| Die for You                                                          | Abel Tesfaye, Martin McKinney, Prince 85, Dylan Wiggins, William Thomas Walsh, Magnus Høiberg                          | Starboy                                      | 2016 |
| Don't Break My Heart                                                 | Abel Tesfaye, Daniel Lopatin, Max Martin, Oscar Holter, Matt Cohn                                                      | Dawn FM                                      | 2022 |
| Drinks on Us (Mike Will Made It feat. Swae Lee, Future & The Weeknd) | Abel Tesfaye, Khalif Brown, M. Day, Michael L Williams II, Rafael Perez-Botija, Nayvadius Wilburn                      | Ransom                                       | 2015 |

### E
| Titel                                        | Autoren                                                                         | Album                                              | Jahr |
| -------------------------------------------- | ------------------------------------------------------------------------------- | -------------------------------------------------- | ---- |
| Earned It                                    | Abel Tesfaye, Stephan Moccio, Jason Quenneville, Ahmad Balshe                   | Beauty Behind the Madness                          | 2015 |
| Echoes of Silence                            | Abel Tesfaye, Carlo Montagnese                                                  | Echoes of Silence                                  | 2011 |
| Elastic Heart (Sia feat. The Weeknd & Diplo) | Sia Furler, Thomas Wesley Pentz, Andrew Swanson                                 | Die Tribute von Panem – Catching Fire (Soundtrack) | 2013 |
| Escape from LA                               | Abel Tesfaye, Carlo Montagnese, Leland Tyler Wayne, Mike McTaggart              | After Hours                                        | 2020 |
| Every Angel Is Terrifying                    | Abel Tesfaye, Daniel Lopatin, Matt Cohn                                         | Dawn FM                                            | 2022 |
| Exodus (M.I.A. feat. The Weeknd)             | Maya Arulpragasam, Martin McKinney, Abel Tesfaye, Carlo Montagnese, Dave Taylor | Matangi                                            | 2013 |

### F
| Titel                             | Autoren | Album             | Jahr |
| --------------------------------- | --- | ----------------- | ---- |
| Faith                             | Abel Tesfaye, Carlo Montagnese, Leland Tyler Wayne, Ahmad Balshe | After Hours       | 2020 |
| False Alarm                       | Abel Tesfaye, Benjamin Diehl, Martin McKinney, Ahmad Balshe, Emmanuel Nickerson, Henry Russell Walter | Starboy           | 2016 |
| Final Lullaby                     | Abel Tesfaye, Jason Quenneville | After Hours       | 2020 |
| FML (Kanye West feat. The Weeknd) | Kanye West, Abel Tesfaye, Cydel Young, Mike Dean, Andrew Dawson, Noah Goldstein, Leland Wayne, Ernest Brown, Christian Boggs, Darius Jenkins, K. Rachel Mills, Marcus Byrd, Ross Matthew Birchard, Jacques Webster, Lawrence Cassidy, Vincent Cassidy, Paul Wiggin | The Life of Pablo | 2016 |

### G
| Titel                                    | Autoren                                                                      | Album            | Jahr |
| ---------------------------------------- | ---------------------------------------------------------------------------- | ---------------- | ---- |
| Gasoline                                 | Abel Tesfaye, Daniel Lopatin                                                 | Dawn FM          | 2022 |
| Gifted (French Montana feat. The Weeknd) | Karim Kharbouch, Abel Tesfaye, Ahmad Balshe, Amir Esmailian, Danny Schofield | Excuse My French | 2013 |
| Gone                                     | Abel Tesfaye, Martin McKinney, Carlo Montagnese                              | Thursday         | 2011 |

### H
| Titel                                              | Autoren | Album              | Jahr |
| -------------------------------------------------- | --- | ------------------ | ---- |
| Hardest to Love                                    | Abel Tesfaye, Max Martin, Oscar Holter | After Hours        | 2020 |
| Hawái (Remix) (mit Maluma)                         | Juan Luis Londoño, Edgar Barrera, René Cano, Kevin Cruz, Kevin Jiménez, Johan Espinosa, Stiven Rojas, Bryan Lezcano, Andrés Uribe, Juan Vargas, Abel Tesfaye                                                                             | —                  | 2020 |
| Heartless                                          | Abel Tesfaye, Carlo Montagnese, Leland Tyler Wayne, Andre Proctor | After Hours        | 2019 |
| Heaven or Las Vegas                                | Abel Tesfaye, Martin McKinney, Carlo Montagnese | Thursday           | 2011 |
| Here We Go... Again (feat. Tyler, the Creator)     | Abel Tesfaye, Tyler Okonma, Masamune Kudo, Bruce Johnston, Christian Love, Brian Kennedy, Benny Bock, Charlie Coffeen | Dawn FM            | 2022 |
| High for This                                      | Abel Tesfaye, Adrien Gough, Henry Walter | House of Balloons  | 2011 |
| House of Balloons / Glass Table Girls              | Abel Tesfaye, Martin McKinney, Carlo Montagnese, Susan Ballion, Peter Clarke, John McGeoch, Steven Severin | House of Balloons  | 2011 |
| How Do I Make You Love Me?                         | Abel Tesfaye, Daniel Lopatin, Max Martin, Axel Hedfors, Steve Angello, Sebastian Ingrosso, Oscar Holter, Matt Cohn | Dawn FM            | 2022 |
| Hurricane (Kanye West & The Weeknd feat. Lil Baby) | Kanye West, Abel Tesfaye, Charles Njapa, Christopher Ruelas, Daniel Seeff, Dominique Jones, Henry Walter, Jahmal Gwin, Josh Mease, Khalil Abdul-Rahman, Mark Mbogo, Mark Williams, Mike Dean, Raul Cubina, Ronald Spence, Jr., Sam Barsh | Donda              | 2021 |
| Hurt You (mit Gesaffelstein)                       | Abel Tesfaye, Mike Lévy, Guy-Manuel de Homem-Christo, Henry Russell Walter | My Dear Melancholy | 2018 |

### I
| Titel                                    | Autoren | Album                            | Jahr |
| ---------------------------------------- | --- | -------------------------------- | ---- |
| I Feel It Coming (feat. Daft Punk)       | Abel Tesfaye, Thomas Bangalter, Guy-Manuel de Homem-Christo, Martin McKinney, Henry Russell Walter, Eric Chedeville | Starboy                          | 2016 |
| I Heard You're Married (feat. Lil Wayne) | Abel Tesfaye, Daniel Lopatin, Dwayne Carter, Adam Wiles                                                             | Dawn FM                          | 2022 |
| I'm Good (Lil Wayne feat. The Weeknd)    | — | Dedication 5                     | 2013 |
| Initiation                               | Abel Tesfaye, Carlo Montagnese, Martin Wong, Georgia Anne Muldrow                                                   | Echoes of Silence                | 2011 |
| In the Night                             | Abel Tesfaye, Ali Payami, Savan Kotecha, Max Martin, Peter Svensson, Ahmad Balshe                                   | Beauty Behind the Madness        | 2015 |
| In Vein (Rick Ross feat. The Weeknd)     | William Roberts II, Jason Quenneville, Abel Tesfaye                                                                 | Mastermind                       | 2014 |
| In Your Eyes                             | Abel Tesfaye, Ahmad Balshe, Max Martin, Oscar Holter                                                                | After Hours                      | 2020 |
| Is There Someone Else?                   | Abel Tesfaye, Daniel Lopatin, Thomas Brown, Peter Lee Johnson                                                       | Dawn FM                          | 2022 |
| I Was Never There (mit Gesaffelstein)    | Abel Tesfaye, Mike Lévy, Adam Feeney                                                                                | My Dear Melancholy               | 2018 |
| I'm a Virgin                             | Asa Taccone & The Weeknd                                                                                            | guest appearance on American Dad | 2020 |

### K
| Titel            | Autoren                                                                             | Album     | Jahr |
| ---------------- | ----------------------------------------------------------------------------------- | --------- | ---- |
| King of the Fall | Abel Tesfaye, Jason Quenneville                                                     | —         | 2014 |
| Kiss Land        | Abel Tesfaye, Danny Schofield, Jason Quenneville, Sebastién Tellier, Jack Holkeboer | Kiss Land | 2013 |

### L
| Titel                                         | Autoren | Album                     | Jahr |
| --------------------------------------------- | --- | ------------------------- | ---- |
| La Fama (Rosalía feat. The Weeknd)            | Rosalía Vila Tobella, Abel Tesfaye, Adam Feeney, Marco Masís, Alejandro Ramírez, Pablo Díaz-Reixa, David Rodríguez, Dylan Wiggins, Noah Goldstein | Motomami                  | 2021 |
| Less Than Zero                                | Abel Tesfaye, Max Martin, Oscar Holter | Dawn FM                   | 2022 |
| Life of the Party                             | Abel Tesfaye, Martin McKinney, Carlo Montagnese, Anthony Grier, Björn Berglund, Pontus Berghe, Vini Reilly                                        | Thursday                  | 2011 |
| Live For (feat. Drake)                        | Abel Tesfaye, Danny Schofield, Ahmad Balshe, Jason Quenneville, Aubrey Graham                                                                     | Kiss Land                 | 2013 |
| Loft Music                                    | Abel Tesfaye, Jeremy Rose, Victoria Legrand, Alex Scally                                                                                          | House of Balloons         | 2011 |
| Lonely Star                                   | Abel Tesfaye, Martin McKinney, Carlo Montagnese                                                                                                   | Thursday                  | 2011 |
| Losers (feat. Labrinth)                       | Abel Tesfaye, Timothy McKenzie, Carlo Montagnese                                                                                                  | Beauty Behind the Madness | 2015 |
| Lost in the Fire (mit Gesaffelstein)          | Abel Tesfaye, Mike Lévy, Jason Quenneville, Ahmad Balshe, Nate Donmoyer                                                                           | Hyperion                  | 2019 |
| Love in the Sky                               | Abel Tesfaye, Danny Schofield, Ahmad Balshe, Jason Quenneville, Richard Munoz                                                                     | Kiss Land                 | 2013 |
| Love Me Harder (mit Ariana Grande)            | Abel Tesfaye, Peter Svensson, Ali Payami, Ahmad Balshe, Max Martin, Savan Kotecha                                                                 | My Everything             | 2014 |
| Love to Lay                                   | Abel Tesfaye, Max Martin, Peter Svensson, Savan Kotecha, Ali Payami, Ahmad Balshe                                                                 | Starboy                   | 2016 |
| Low Life (Future feat. The Weeknd)            | Nayvadius Wilburn, Abel Tesfaye, Benjamin Diehl, Jason Quenneville                                                                                | Evol                      | 2016 |
| Lust for Life (Lana Del Rey feat. The Weeknd) | Lana Del Rey, Rick Nowels, Abel Tesfaye, Max Martin                                                                                               | Lust for Life             | 2017 |

### M
| Titel                                     | Autoren                                                                       | Album                     | Jahr |
| ----------------------------------------- | ----------------------------------------------------------------------------- | ------------------------- | ---- |
| Might Not (Belly feat. The Weekend)       | Abel Tesfaye, Ahmad Balshe, Benjamin Diehl                                    | Beauty Behind the Madness | 2015 |
| Missed You                                | Abel Tesfaye, Jason Quenneville                                               | After Hours               | 2020 |
| Montreal                                  | Abel Tesfaye, Carlo Montagnese, France Gall                                   | Echoes of Silence         | 2011 |
| Moth to a Flame (mit Swedish House Mafia) | Axel Hedfors, Steve Angello, Sebastian Ingrosso, Abel Tesfaye, Carl Nordström | Paradise Again            | 2021 |

### N
| Titel                                                  | Autoren                                                                                           | Album                       | Jahr |
| ------------------------------------------------------ | ------------------------------------------------------------------------------------------------- | --------------------------- | ---- |
| Next                                                   | Abel Tesfaye, Carlo Montagnese, Martin Wong                                                       | Echoes of Silence           | 2011 |
| Nocturnal (Disclosure feat. The Weeknd)                | Guy Lawrence, Howard Lawrence, James Napier, Abel Tesfaye                                         | Caracal                     | 2015 |
| Nomads (Ricky Hil feat. The Weeknd)                    | —                                                                                                 | SYLDD                       | 2012 |
| No Nightmares (Oneohtrix Point Never feat. The Weeknd) | —                                                                                                 | Magic Oneohtrix Point Never | 2020 |
| Nothing Compares                                       | Abel Tesfaye, Ahmad Balshe, Jason Quenneville, Eric Burton Frederic                               | After Hours                 | 2020 |
| Nothing Without You                                    | Abel Tesfaye, Benjamin Diehl, Thomas Pentz, Ahmad Balshe, Jason Quenneville, Henry Russell Walter | Starboy                     | 2016 |

### O
| Titel                                                                     | Autoren | Album                     | Jahr |
| ------------------------------------------------------------------------- | --- | ------------------------- | ---- |
| Odd Look (Kavinsky feat. The Weeknd)                                      | Sebastian Akchoté, Abel Tesfaye, Vincent Belorgey, Ahmad Balshe                                                                                        | Kiss Land                 | 2013 |
| Off the Table (mit Ariana Grande)                                         | Abel Tesfaye, Ariana Grande, Shintaro Yasuda, Steven Franks, Tommy Brown, Travis Sayles                                                                | Positions                 | 2020 |
| Often                                                                     | Abel Tesfaye, Benjamin Diehl, Jason Quenneville, Ahmad Balshe, Danny Schofield, Ali Kocatepe, Sabahattin Ali, Osman İşmen                              | Beauty Behind the Madness | 2014 |
| One of Those Nights (Juicy J feat. The Weeknd)                            | Abel Tesfaye, Jordan Houston, Ahmad Balshe, Danny Schofield                                                                                            | Stay Trippy               | 2013 |
| One Right Now (mit Post Malone)                                           | Austin Post, Abel Tesfaye, Louis Bell, Brian Lee, Andrew Bolooki, William Walsh                                                                        | —                         | 2021 |
| Ordinary Life                                                             | Abel Tesfaye, Max Martin, Peter Svensson, Savan Kotecha, Ali Payami, Ahmad Balshe, Martin McKinney, Henry Russell Walter                               | Starboy                   | 2016 |
| Or Nah (Remix) (Ty Dolla Sign feat. The Weeknd, Wiz Khalifa & DJ Mustard) | Tyrone Griffin, Cameron Thomaz, Dijon McFarlane, Mike Free                                                                                             | —                         | 2014 |
| Out of Time                                                               | Abel Tesfaye, Daniel Lopatin, Tomoko Aran, Tetsurō Oda                                                                                                 | Dawn FM                   | 2022 |
| Outside                                                                   | Abel Tesfaye, Carlo Montagnese, Ahmad Balshe, Madeline Follin, Ryan Mattos                                                                             | Echoes of Silence         | 2011 |
| Over Now (mit Calvin Harris)                                              | Abel Tesfaye, Adam Wiles, Adam Feeney, Martin McKinney, Jason Quenneville, Dylan Wiggins, William Walsh, Sonjaya Prabhakar, Evren Omer, Shola Phillips | —                         | 2020 |

### P
| Titel                                       | Autoren | Album                                                            | Jahr |
| ------------------------------------------- | --- | ---------------------------------------------------------------- | ---- |
| Party Monster                               | Abel Tesfaye, Benjamin Diehl, Martin McKinney, Ahmad Balshe, Lana Del Rey                                                                 | Starboy                                                          | 2016 |
| Phantom Regret by Jim                       | Abel Tesfaye, Daniel Lopatin, Max Martin, Oscar Holter, Matt Cohn, Jim Carrey                                                             | Dawn FM                                                          | 2022 |
| Poison (Aaliyah feat. The Weeknd)           | Abel Tesfaye, Ahmad Balshe, Stephen Garrett                                                                                               | Unstoppable                                                      | 2021 |
| Power Is Power (mit SZA & Travis Scott)     | Abel Tesfaye, Solána Rowe, Jacques Webster II, Eric Frederic, Jason Quenneville, Victor Dimotsis, Zach Cooper, Ahmad Balshe, Myles Martin | For the Throne: Music Inspired by the HBO Series Game of Thrones | 2019 |
| Pray 4 Love (Travis Scott feat. The Weeknd) | Jacques Webster II, Abel Tesfaye, Carlo Montagnese, Mike Dean, Allen Ritter, Adam Feeney                                                  | Rodeo                                                            | 2015 |
| Pray for Me (feat. Kendrick Lamar)          | Abel Tesfaye, Kendrick Lamar Duckworth, Adam Feeney, Jason Quenneville, Martin McKinney                                                   | Black Panther: The Album                                         | 2018 |
| Pretty                                      | Abel Tesfaye, Danny Schofield, Jason Quenneville, Brandon Hollemon, Ricky Hilfiger                                                        | Kiss Land                                                        | 2013 |
| Price on My Head (Nav feat. The Weeknd)     | Navraj Goraya, Abel Tesfaye, Derek Bissue, Bradley Geisler, Ahmad Balshe                                                                  | Bad Habits                                                       | 2019 |
| Prisoner (feat. Lana Del Rey)               | Abel Tesfaye, Lana Del Rey, Carlo Montagnese                                                                                              | Beauty Behind the Madness                                        | 2015 |
| Privilege                                   | Abel Tesfaye, Jason Quenneville, Adam Feeney                                                                                              | My Dear Melancholy                                               | 2018 |
| Professional                                | Abel Tesfaye, Danny Schofield, Ahmad Balshe, Jason Quenneville, Rory Quigley, Ema Jolly, Finian Greenall                                  | Kiss Land                                                        | 2013 |
| Pullin' Up (Meek Mill feat. The Weeknd)     | Robert Williams, Abel Tesfaye, Benjamin Diehl, Danny Schofield, Carlo Montagnese                                                          | Dreams Worth More Than Money                                     | 2015 |

### R
| Titel                                               | Autoren | Album                     | Jahr |
| --------------------------------------------------- | --- | ------------------------- | ---- |
| Rambo (Last Blood) (Bryson Tiller feat. The Weeknd) | Bryson Tiller, Abel Tesfaye                                                                                               | Trapsoul                  | 2020 |
| Real Life                                           | Abel Tesfaye, Jason Quenneville, Stephan Moccio                                                                           | Beauty Behind the Madness | 2015 |
| Remember You (Wiz Khalifa feat. The Weeknd)         | Abel Tesfaye, Cameron Thomaz, Carlo Montagnese, Ahmad Balshe, David Patino, Timothy Mosley, Jimmy Douglass, Elgin Lumpkin | O.N.I.F.C.                | 2012 |
| Reminder                                            | Abel Tesfaye, Martin McKinney, Emmanuel Nickerson, Henry Russell Walter, Dylan Wiggins, Jason Quenneville                 | Starboy                   | 2016 |
| Repeat After Me (Interlude)                         | Abel Tesfaye, Kevin Parker, Daniel Lopatin                                                                                | After Hours               | 2020 |
| Rockin‘                                             | Abel Tesfaye, Max Martin, Peter Svensson, Savan Kotecha, Ali Payami, Ahmad Balshe                                         | Starboy                   | 2016 |
| Rolling Stone                                       | Abel Tesfaye, Martin McKinney, Carlo Montagnese                                                                           | Thursday                  | 2011 |
| Royals (Remix) (Lorde feat. The Weeknd)             | Ella Yelich-O'Connor, Joel Little                                                                                         | —                         | 2013 |

### S
| Titel                                                                      | Autoren | Album                     | Jahr |
| -------------------------------------------------------------------------- | --- | ------------------------- | ---- |
| Sacrifice                                                                  | Abel Tesfaye, Daniel Lopatin, Max Martin, Axel Hedfors, Steve Angello, Sebastian Ingrosso, Oscar Holter, Carl Nordström, Kevin McCord                      | Dawn FM                   | 2022 |
| Same Old Song (feat. Juicy J)                                              | Abel Tesfaye, Carlo Montagnese | Echoes of Silence         | 2011 |
| Save Your Tears                                                            | Abel Tesfaye, Ahmad Balshe, Jason Quenneville, Max Martin, Oscar Holter                                                                                    | After Hours               | 2020 |
| Scared to Live                                                             | Abel Tesfaye, Max Martin, Oscar Holter, Ahmad Balshe, Daniel Lopatin, Elton John, Bernard Taupin                                                           | After Hours               | 2020 |
| Secrets                                                                    | Abel Tesfaye, Martin McKinney, Henry Russell Walter, Dylan Wiggins, Roland Orzabal, Coz Canler, Jimmy Marinos, Wally Palamarchuk, Mike Skill, Peter Solley | Starboy                   | 2016 |
| Secrets (Jr. Hi feat. The Weeknd)                                          | — | Virtual Lover             | 2013 |
| Sexodus (M.I.A. feat. The Weeknd)                                          | Maya Arulpragasam, Martin McKinney, Abel Tesfaye, Carlo Montagnese                                                                                         | Matangi                   | 2013 |
| Shameless                                                                  | Abel Tesfaye, Ali Payami, Savan Kotecha, Ahmad Balshe, Peter Svensson                                                                                      | Beauty Behind the Madness | 2015 |
| Sidewalks (feat. Kendrick Lamar)                                           | Abel Tesfaye, Martin McKinney, Kendrick Duckworth, Daniel Wilson, Robert John Richardson, Ali Shaheed Jones-Muhummad                                       | Starboy                   | 2016 |
| Six Feet Under                                                             | Abel Tesfaye, Martin McKinney, Nayvadius Wilburn, Martin McKinney, Benjamin Diehl, Leland Wayne, Henry Russell Walter, Ahmad Balshe, Jason Quenneville     | Starboy                   | 2016 |
| Skeletons (Travis Scott feat. Pharrell Williams, Tame Impala & The Weeknd) | Jacques Webster II, Pharrell Williams, Kevin Parker, Abel Tesfaye, Kanye West, Reine Fiske, Mike Dean                                                      | Astroworld                | 2018 |
| Smile (mit Juice Wrld)                                                     | Abel Tesfaye, Jarad Higgins, Nicholas Mira, Cody Rounds, Danny Snodgrass, Jr.                                                                              | Legends Never Die         | 2020 |
| Snowchild                                                                  | Abel Tesfaye, Jason Quenneville, Ahmad Balshe, Carlo Montagnese                                                                                            | After Hours               | 2020 |
| Some Way (Nav feat. The Weeknd)                                            | Navraj Goraya, Abel Tesfaye, Amir Esmailian | Nav                       | 2017 |
| Starboy (feat. Daft Punk)                                                  | Abel Tesfaye, Thomas Bangalter, Guy-Manuel de Homem-Christo, Martin McKinney, Henry Russell Walter, Jason Quenneville                                      | Starboy                   | 2016 |
| Stargirl Interlude (feat. Lana Del Rey)                                    | Abel Tesfaye, Martin McKinney, Lana Del Rey, Timothy McKenzie                                                                                              | Starboy                   | 2016 |
| Starry Eyes                                                                | Abel Tesfaye, Daniel Lopatin, Thomas Brown, Peter Lee Johnson                                                                                              | Dawn FM                   | 2022 |

### T
| Titel                                                  | Autoren | Album                                        | Jahr |
| ------------------------------------------------------ | --- | -------------------------------------------- | ---- |
| Take My Breath                                         | Abel Tesfaye, Ahmad Balshe, Max Martin, Oscar Holter | Dawn FM                                      | 2021 |
| Tears in the Club (FKA Twigs feat. The Weeknd)         | Tahliah Barnett, Abel Tesfaye, Henry Walter, Alejandra Ghersi, Pablo Reixa, Ali Tamposi | Caprisongs                                   | 2021 |
| Tears in the Rain                                      | Abel Tesfaye, Danny Schofield, Ahmad Balshe, Jason Quenneville | Kiss Land                                    | 2013 |
| Tell Your Friends                                      | Abel Tesfaye, Kanye West, Christopher Pope, Carlo Montagnese, Carl Marshall, Robert Holmes | Beauty Behind the Madness                    | 2015 |
| The Birds, Pt. 1                                       | Abel Tesfaye, Martin McKinney, Carlo Montagnese | Thursday                                     | 2011 |
| The Birds, Pt. 2                                       | Abel Tesfaye, Martin McKinney, Carlo Montagnese, Martina Topley-Bird, Alex McGowen, Nicholas Bird, Steve Crittall | Thursday                                     | 2011 |
| The Fall                                               | Abel Tesfaye, Carlo Montagnese, Michael Volpe | Echoes of Silence                            | 2011 |
| The Hills (feat. Eminem) The Hills (feat. Nicki Minaj) | Abel Tesfaye, Ahmad Balshe, Carlo Montagnese, Emmanuel Nickerson Abel Tesfaye, Marshall Mathers, Ahmad Balshe, Carlo Montagnese, Emmanuel Nickerson Abel Tesfaye, Onika Maraj, Ahmad Balshe, Carlo Montagnese, Emmanuel Nickerson | Beauty Behind the Madness                    | 2015 |
| The Hills (feat. Eminem) The Hills (feat. Nicki Minaj) | Abel Tesfaye, Ahmad Balshe, Carlo Montagnese, Emmanuel Nickerson Abel Tesfaye, Marshall Mathers, Ahmad Balshe, Carlo Montagnese, Emmanuel Nickerson Abel Tesfaye, Onika Maraj, Ahmad Balshe, Carlo Montagnese, Emmanuel Nickerson | Beauty Behind the Madness (Japanese Edition) | 2015 |
| The Hills (feat. Eminem) The Hills (feat. Nicki Minaj) | Abel Tesfaye, Ahmad Balshe, Carlo Montagnese, Emmanuel Nickerson Abel Tesfaye, Marshall Mathers, Ahmad Balshe, Carlo Montagnese, Emmanuel Nickerson Abel Tesfaye, Onika Maraj, Ahmad Balshe, Carlo Montagnese, Emmanuel Nickerson | Beauty Behind the Madness (Japanese Edition) | 2015 |
| The Knowing                                            | Abel Tesfaye, Martin McKinney, Carlo Montagnese, Elizabeth Fraser, Robin Guthrie, Simon Raymonde | House of Balloons                            | 2011 |
| The Morning                                            | Abel Tesfaye, Martin McKinney, Carlo Montagnese | House of Balloons                            | 2011 |
| The Party & The After Party                            | Abel Tesfaye, Jeremy Rose, Rainer Millar Blancheur, Victoria Legrand, Alex Scally | House of Balloons                            | 2011 |
| The Town                                               | Abel Tesfaye, Danny Schofield, Ahmad Balshe, Jason Quenneville | Kiss Land                                    | 2013 |
| The Zone (feat. Drake)                                 | Abel Tesfaye, Martin McKinney, Carlo Montagnese, Aubrey Graham | Thursday                                     | 2011 |
| Thought I Knew You (Nicki Minaj feat. The Weeknd)      | Onika Maraj, Abel Tesfaye, Brittany Hazzard, Jeremy Reid | Queen                                        | 2018 |
| Thursday                                               | Abel Tesfaye, Martin McKinney, Carlo Montagnese | Thursday                                     | 2011 |
| Till Dawn (Here Comes the Sun)                         | Abel Tesfaye, Martin McKinney, Carlo Montagnese | Echoes of Silence                            | 2011 |
| Too Late                                               | Abel Tesfaye, Jason Quenneville, Carlo Montagnese, Eric Burton Frederic | After Hours                                  | 2020 |
| True Colors                                            | Abel Tesfaye, William Thomas Walsh, Magnus Høiberg, Benjamin Levin, Brittany Hazzard, Samuel Wishkoski, Jacob Dutton | Starboy                                      | 2016 |
| Try Me                                                 | Abel Tesfaye, Ahmad Balshe, Jason Quenneville, Adam Feeney, Michael Len Williams II, Marquel Middlebrooks | My Dear Melancholy                           | 2018 |
| Twenty Eight                                           | Abel Tesfaye, Martin McKinney, Carlo Montagnese | House of Balloons                            | 2011 |

### U
| Titel                                   | Autoren                                                                    | Album         | Jahr |
| --------------------------------------- | -------------------------------------------------------------------------- | ------------- | ---- |
| UnFazed (Lil Uzi Vert feat. The Weeknd) | Symere Woods, Abel Tesfaye, Jason Quenneville, Donald Cannon, Jamaal Henry | Luv Is Rage 2 | 2017 |
| Until I Bleed Out                       | Abel Tesfaye, Leland Tyler Wayne, Daniel Lopatin, Mejdi Rhars, Notinbed    | After Hours   | 2020 |

### V
| Titel   | Autoren                                         | Album    | Jahr |
| ------- | ----------------------------------------------- | -------- | ---- |
| Valerie | Abel Tesfaye, Martin McKinney, Carlo Montagnese | Thursday | 2011 |

### W
| Titel                                                              | Autoren | Album                           | Jahr |
| ------------------------------------------------------------------ | --- | ------------------------------- | ---- |
| Wake Up (Travis Scott feat. The Weeknd)                            | Jacques Webster II, Abel Tesfaye, Adam Feeney, Rupert Thomas Jr., Nima Jahanbin, Paimon Jahanbin, Michael Dean, Kaan Gunesberk | Astroworld                      | 2018 |
| Wanderlust                                                         | Abel Tesfaye, Danny Schofield, Ahmad Balshe, Jason Quenneville, Richard Munoz, Joseph Bostani, Selfia Musmin, Albert Tamaela   | Kiss Land                       | 2013 |
| Wasted Times                                                       | Abel Tesfaye, Brittany "Starrah" Hazzard, Sonny Moore, Adam Feeney                                                             | My Dear Melancholy              | 2018 |
| What You Need                                                      | Abel Tesfaye, Jeremy Rose | House of Balloons               | 2011 |
| What You Want (Belly feat. The Weeknd)                             | Ahmad Balshe, Abel Tesfaye, Navraj Goraya, Richard Muñoz, Faris Al-Majed                                                       | Immigrant                       | 2018 |
| Where You Belong                                                   | Abel Tesfaye, Mike Dean, Ahmad Balshe, Thomas Michael Dean                                                                     | Fifty Shades of Grey            | 2015 |
| Wicked Games                                                       | Abel Tesfaye, Martin McKinney, Carlo Montagnese, Rainer Millar Blancheur                                                       | House of Balloons               | 2011 |
| Wild Love (Cashmere Cat feat. The Weeknd & Francis and the Lights) | Abel Tesfaye, Magnus August Høiberg, Benny Blanco, Francis Farewell Starlite                                                   | 9                               | 2016 |
| Wonderful (Travis Scott feat. The Weeknd)                          | Jacques Webster II, Abel Tesfaye, Matthew Samuels, Mike Dean, Tyler Williams                                                   | Birds in the Trap Sing McKnight | 2016 |

### X
| Titel         | Autoren                        | Album             | Jahr |
| ------------- | ------------------------------ | ----------------- | ---- |
| XO / The Host | Abel Tesfaye, Carlo Montagnese | Echoes of Silence | 2011 |

### Y
| Titel                    | Autoren                                      | Album      | Jahr |
| ------------------------ | -------------------------------------------- | ---------- | ---- |
| You Right (mit Doja Cat) | Amala Dlamini, Abel Tesfaye, Lukasz Gottwald | Planet Her | 2021 |

## Coverversionen
| Titel | Autoren         | Album             | Jahr |
| ----- | --------------- | ----------------- | ---- |
| D.D.  | Michael Jackson | Echoes of Silence | 2011 |